# A próféta
A próféta Giacomo Meyerbeer 1849-ben Párizsban bemutatott ötfelvonásos nagyoperája. A darab az anabaptisták XVI. századi történetének egy fejezetét dolgozta fel. A darab magyarországi ősbemutatója 1850. június 12-én volt. Később több felújítást is megért. Legutóbb 1981-ben vették elő az egykori Erkel Színházban.

## A mű szereplői
| Szereplő                                            | Hangfekvés |
| --------------------------------------------------- | ---------- |
| Leydeni János, a próféta                            | tenor      |
| Fidès, János anyja                                  | alt        |
| Berta, János jegyese                                | szoprán    |
| Jónás, anabaptista, Oberthal gróf egykori kasznárja | bariton    |
| Mathisen, anabaptista                               | bariton    |
| Zakariás, anabaptista                               | basszus    |
| Oberthal gróf                                       | basszus    |

Történik Münsterben és környékén a XVI. században.

## Az opera cselekménye

### I. felvonás
Fidès, János anyja elvitte fia jegygyűrűjét Bertának. A házassághoz már csak a gróf beleegyezése szükséges. Három anabaptista jön latin éneket dalolva, majd prédikációjukban fegyverbe szólítják a parasztokat. Oberthal gróf fegyveresei kíséretében érkezik meg, és az egyik anabaptistában felismeri Jónás Mathisent, egykori kasznárját. Megparancsolja, hogy hajtsák végre rajta elmaradt büntetését. Ezután Fidès és Berta járul a gróf elé, és mint jobbágyai kérik a tervezett házasság engedélyezését. A grófnak azonban nincs ínyére a dolog, mert megtetszett neki a fiatal menyasszony. Fidèst és Bertát elfogatja és a várába hurcoltatja. A nép felháborodik, haragját az anabaptista prédikátorok tovább szítják. A gróf csak nagy nehézségek árán tud visszavonulni.

### II. felvonás
János kocsmájában a három anabaptista üldögél egy asztalnál. A három férfi megdöbbenve fedezi fel, hogy János mennyire hasonlít a münsteri katedrális Dávid szobrához. Ezt égi jelnek tekintik, úgy gondolják, ő a kiválasztott, akire már olyan régóta várnak. János eközben egyre csak menyasszonyát és anyját várja haza. Közben elmeséli álmát: egy fenséges dóm csarnokában járt. Ezt a prédikátorok úgy értelmezik: a trón vár rá. A jelenetet Berta szakítja meg. Sikerült megszöknie a gróftól, de az a nyomában van. Azzal fenyegeti, hogy megöli János anyját, ha Berta nem tesz a kedvére. János végül átadja Bertát. Fidès megáldja fiát, majd nyugovóra tér. Az anabaptisták elkezdik győzködni Jánost, hogy mondjon le mindenről és tartson velük. A férfiben felébred a bosszúvágy és csatlakozik a lázadókhoz.

### III. felvonás

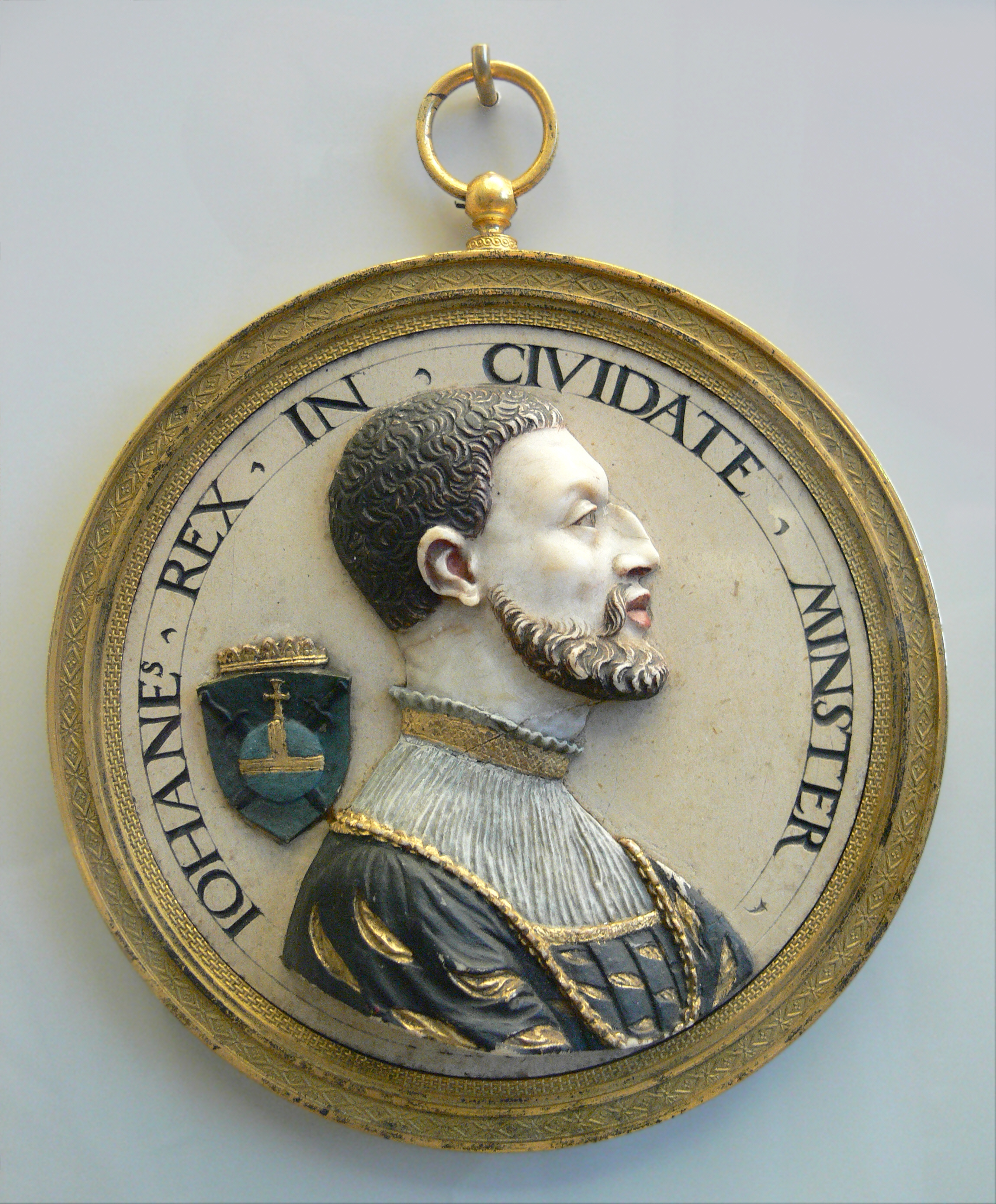
Medalion Leydeni János arcképével

Az anabaptisták egy Münster melletti erdőben táboroznak, foglyaikat vezetik fel. Zakariás kórus kísérte dalt ad elő, majd balett következik. Ezután Matthiesen sátorában találjuk magunkat. Az anabaptisták hiába követelték Oberthal gróf apjától, a város parancsnokától Münster átadását. A gróf kastélyát már felgyújtották, Zakariás harca buzdítja híveit. Közben Oberthal gróf álruhában bekerül a táborba, és felesküszik anabaptistának, de leleplezik és halálra ítélik. Ekkor lép színre János. Elege van már az erőszakból, a vérengzésből. Ekkor találja magát szemben a gróffal, aki bevallja neki, hogy Berta tisztességét védve a folyóba vetette magát, de szerencsére nem esett komoly baja. Most a városban van, a gróf hozzá igyekezett, hogy elnyerje bocsánatát. János is a városba készülne, amikor Matthiesen meghozza a híreket a lázadásról. Körbevették a tábort, de János imájával térdre kényszeríti az ellenséget, az imát átveszi a tömeg is, és diadalénekké bontja ki.

### IV. felvonás

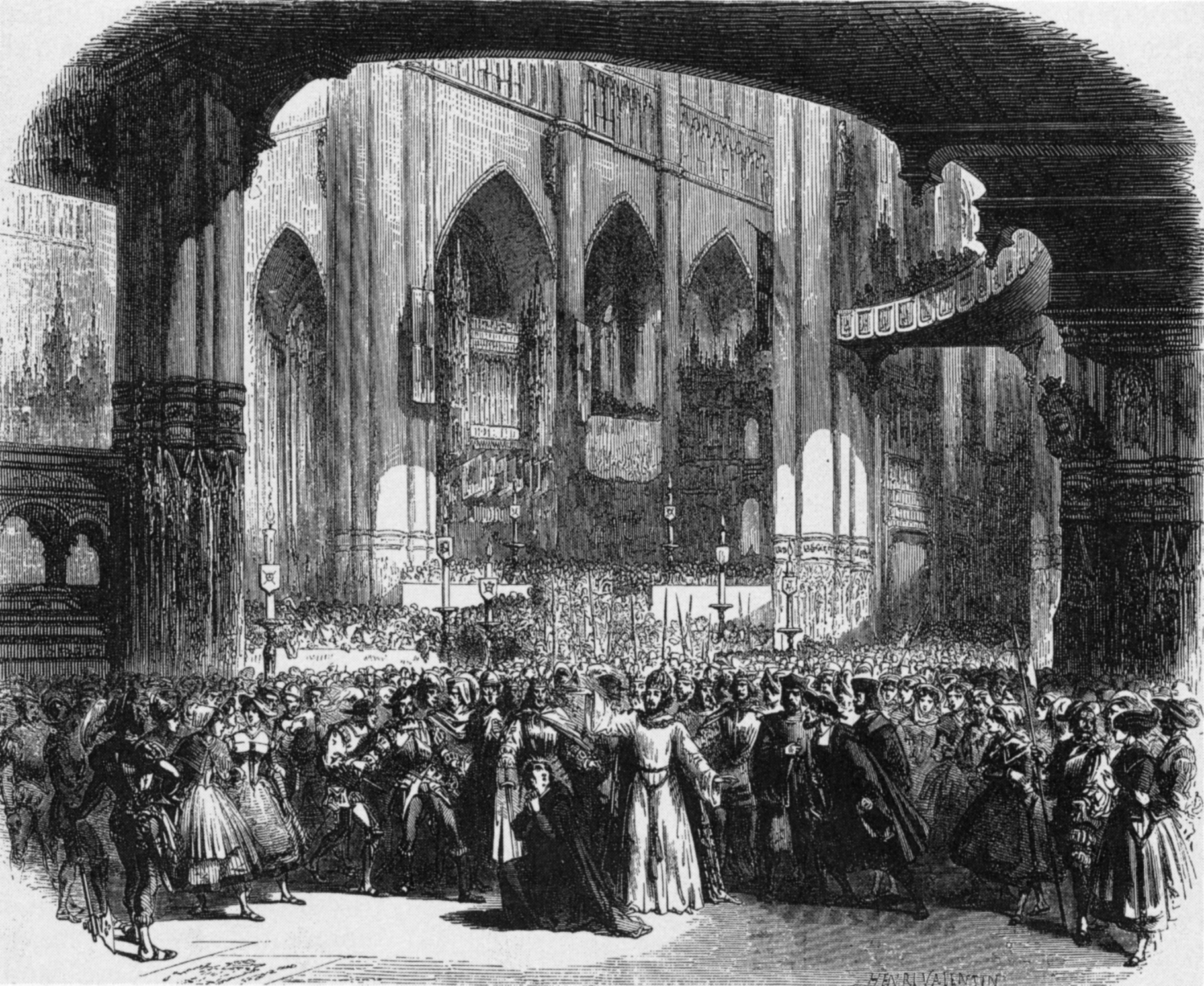
A IV. felvonás 2. képe

Münsterben vagyunk, a városháza előtti téren. János sikeresen bevette a várost. Berta Fidèst, aki fiát rég holtnak hiszi, koldulva látja viszont; zarándokruhába öltözve lép színre. A két nő bosszút esküszik a próféta ellen, aki szerintük megölte Jánost. Jön a diadalmenet, közepén Jánossal, akit királynak kiáltanak ki. Fidès felismeri őt, de János megtagadja anyját.

### V. felvonás
Az anabaptisták helyzete rosszra fordult. Megegyeznek a császárral, hogy kegyelem fejében kiszolgáltatják neki a prófétát. Fidèst katonák hozzák, majd János jöttét jelentik. Fidès megbocsát fiának, a színe lépő Berta felismeri kedvesét a prófétában. János bocsánatért esedezik, de minden hiába. Szerelme elmondja, hogy tudomása szerint nagy mennyiségű lőszert őriznek a városi palotában. Egykori szerelmét gyűlöli és retteg tőle. Ennél még a halál is jobb, szíven szúrja magát. János számára nincs megállás, közben az ellenség is betört a városba. A palota egy termébe menekül, ahol vad orgia folyik. A gróf csapatai élén, az anabaptisták segítségével betör a terembe. János nem adja meg magát. Felrobbantja a puskaport és az egész palota az égbe repül.

## A történelmi valóság az opera szereplőiről
A próféta szövegkönyvét Eugéne Scribe írta, aki meglehetősen szabadon kezelte a történelmi tényeket. A címszereplő Jan van Leyden (Jan Beuckels) 1509-ben Leyden városában született. 1534-ben, miután az alapvetően békés mozgalomnak indult újrakeresztelők megelégelték az ellenük tanúsított erőszakot, és megostromolták, illetve elfoglalták Münster városát, az Új Cion birodalmának királyává koronáztatta magát. Uralkodását az önkény és a vad kicsapongások jellemezték. Aztán 1535-ben a császári csapatok, élükön a város püspökével, visszavették a várost, és Jan van Leydent kivégeztették.
A történelmi valósággal szemben Scribe Jánosa nem fenevad, hanem egy megtévedt ember. Botladozásait a tökéletesen megformált Fidès alakjával ellenpontozta a szerző. A szövegkönyv egyébként nem sikerült rosszul. A történet a tények figyelmen kívül hagyása ellenére hihető, csak a nyílt színen felrobbanó vár okoz egy kis zavart ez ügyben. A túlvilági elemek lényegesen kevesebbek, mint az Ördög Róbert esetében, hiányoznak a rémromantika kellékei is.

## Az opera zenéje
Az opera seria hagyományos formáival szemben A prófétában a teátrális tömegjelenetek dominálnak, Meyerbeer keresi az arioso és a recitativo közti új kifejezésformákat is. A hangszerelés kifinomult, de a korban szokatlan kontrasztokat alkalmaz: a koronázási jelenet kemény zenekari részét közvetlenül követi egy bensőséges klarinétszóló, szokatlan az is, hogy a női főszerepet a szerző altra komponálta. A párizsi ősbemutató sikerét elősegítette a látványos színpadi hatások és a villanyvilágítás első alkalmazása is.
A zene összességében letisztult és kiegyensúlyozott. Nincs benne olyan sok kilengés, stíluszagyvalék, mint a szerző több más darabjában. Amit fel lehet ellene hozni, az a hosszúság. A nagykórusrészletek, a finálék elég hosszadalmasak, de ezen egy jó rendező könnyen tud segíteni. A darabot érdemes meghallgatni, rendkívül sok szép részlete van. A mű rendkívüli népszerűségének a hatására írta meg Richard Wagner antiszemita röpiratát, A zsidóság a zenében címmel, amelyet 1850 körül K. Freigedank néven publikált.

## Az opera népszerű részletei
- "Ah! Mon fils" – Fidès második felvonásbeli áriája
- "Roi du ciel" – Jónás diadalhimnusza, III. felvonás
- "Donnez, donnez pour une pauvre âme" – Fidès románca, IV. felvonás
- Koronázási induló – IV. felvonás
- "O pretres de Baal" – Fidès áriája, V. felvonás

## Diszkográfia
Marilyn Horne (Fidès), James McCracken (Leydeni János), Renata Scotto (Berthe), Jules Bastin (Oberthal grófja) stb., Ambrosian Operakórus, Haberdashers' Aske's School Fiúkara, Royal Filharmonikus Zenekar, vez.: Henry Lewis (1976) CBS (SONY) M3K 79400